# یونس دردشتی
یونس دردشتی خواننده موسیقی اصیل ایرانی بود.

## زندگی‌نامه
در سال ۱۲۸۸ خورشیدی در اصفهان در یک خانواده یهودی پا به جهان گذاشت که صدای خوش و خوب و رسا در آن موروثی بود. از پنج‌سالگی خوانندگی را نزد پدر آغاز کرد و مشغول یادگیری ردیف‌ها و مقام‌های آواز ایرانی گردید. مناجات یهودیان را به زبان عبری در دستگاه‌های ایرانی با صدای خوش قرائت می‌کرد. شوق و علاقه او به موسیقی و آواز به حدی بود که حتی در سنین کم به هیچ چیز جز موسیقی فکر نمی‌کرد و به فراگیری موسیقی نزد پدر می‌پرداخت.
در سیزده‌سالگی پدرش درگذشت و پس از آن برای یادگیری شیوه‌های آواز سنتی به صفحات گرامافون گوش می‌داد. تا این‌که به محضر استاد موسی نی‌داوود راه یافت و نزد او فراگیری هنر موسیقی و دستگاه‌های موسیقی سنتی ایرانی را به‌صورت جدی آغاز کرد. او دل‌باخته روش جلال‌الدین تاج و ظلی و اسماعیل ادیب خوانساری در خوانندگی بود. نخستین کنسرت او به‌همراه یحیی زرین‌پنجه در گراند هتل اجرا شد که در آواز دشتی بود و از موفقیت فراوانی برخوردار گشت و همین موفقیت سبب شهرت و معروفیت بیش از حد برای او شد و به این ترتیب به رادیو راه یافت. وی در طول همکاری خود با رادیو، با هنرمندانی چون مرتضی محجوبی، حسین یاحقی، ابراهیم منصوری، جلیل شهناز همکاری داشت و تمام دستگاه‌های ایرانی را اجرا کرد، تا جایی که او را «بلبل رادیو» لقب دادند.
یونس دردشتی هیچ‌گاه معروفیت و شهرت خوانندگانی همچون غلامحسین بنان را پیدا نکرد و از آثار به‌جای‌مانده از وی تنها می‌توان به تعدادی آثار رادیویی و چند صفحه گرامافون همراه سنتور عباس زندی و تار ابراهیم سرخوش و همچنین چند آواز تصنیف قدیمی اشاره کرد اما با اینحال به عنوان یکی از صداهای ماندگار تاریخ موسیقی ایران از صدای او در آلبوم صد سال آواز آمده است.
یونس دردشتی پس از انقلاب با توجه به محدودیت‌هایی که برای اقلیت‌ها وجود داشت به آمریکا مهاجرت کرد.
یونس دردشتی ۱۰ اسفند ۱۳۷۴ در نیویورک آمریکا درگذشت.